# 达里安·汤森
达里安·汤森（英語：Darian Townsend，1984年8月28日—），南非、美国男子游泳运动员。他曾代表南非参加2004年、2008年和2012年夏季奥林匹克运动会游泳比赛，获得一枚金牌。